# Die grössten Schweizer Talente (prima edizione)
La prima edizione di Die grössten Schweizer Talente ha avuto inizio il 29 gennaio 2011 e si è conclusa il 20 marzo 2011. Le prime quattro puntate sono state dedicate ai casting, realizzati nell'autunno del 2010 al Theater 11 di Zurigo, mentre le ultime quattro alle semifinali e alla finale. La vincitrice è stata la cantante Maya Wirz con la sua interpretazione del brano Con te partirò.
In quest'edizione le puntate di casting sono andate in onda il sabato mentre quelle in diretta la domenica.

## Puntate
Dopo la prima fase di provini, sono stati selezionati 24 semifinalisti che sono stati suddivisi in 3 gruppi da 8 concorrenti.
Nel corso delle tre semifinali, per ogni gruppo, il televoto ha stabilito una classifica di gradimento che ha permesso l'accesso alla finale a soli tre concorrenti: il primo e il secondo classificato e la scelta dei giudici per il terzo classificato.
Legenda:

      Vince il voto del pubblico

      Vince il voto dei giudici
  W  Vincitore

  F   Finalista

 EL  Eliminato/a

### Semifinale 1
La prima semifinale è andata in onda il 27 febbraio 2011 e ha visto qualificarsi alla fase successiva 3 concorrenti.
| 1 | Sconosciuto EL             | Anthea Beyeler   | Ballerino di flamenco                | — | — | — |
| 2 | 2° (vince televoto) F      | Nina Burri       | Contorsionista                       | — | — | — |
| 3 | Sconosciuto EL             | Inzane           | Gruppo ballerini Hip hop/Break dance | — | — | — |
| 4 | Sconosciuto EL             | Tiffany Limacher | Cantante                             | — | — | — |
| 5 | Sconosciuto EL             | Garry Müller     | Cantante                             | — | — | — |
| 6 | Sconosciuto EL             | New Jack         | Ballerini Hip hop/R'n'B              | — | — | — |
| 7 | 3° (vince voto giudici) T3 | Joseph Stenz     | Mangiafuoco                          | — | — | — |
| 8 | 1° (vince televoto) F      | Maya Wirz        | Cantante                             | — | — | — |

### Semifinale 2
La seconda semifinale è andata in onda il 6 marzo 2011 e ha visto qualificarsi alla fase successiva 3 concorrenti.
| 1 | Sconosciuto EL             | Alison Bucher                | Cantante                   | — | — | — |
| 2 | 2° (vince televoto) F      | Jan Denli & Yannyna Alvarez  | Ballerini di Boogie-woogie | — | — | — |
| 3 | 3° (vince voto giudici) T3 | Nicolas Fischer              | Salto della corda          | — | — | — |
| 4 | Sconosciuto EL             | Dominic Hunziker             | Cantante e pianoforte      | — | — | — |
| 5 | Sconosciuto EL             | Natalia Macauley             | Acrobata                   | — | — | — |
| 6 | Sconosciuto EL             | Alessandro Veletta           | Cantante/Air guitar        | — | — | — |
| 7 | 1° (vince televoto) F      | Rauf Yasit & Oliver Malicdem | Danza                      | — | — | — |
| 8 | Sconosciuto EL             | Flora Makaya Yavwa           | Cantante                   | — | — | — |

### Semifinale 3
La terza semifinale è andata in onda il 13 marzo 2011 e ha visto qualificarsi alla fase successiva 3 concorrenti.
| 1 | Sconosciuto EL             | Toni Graber                        | Imitatore voci | — | — | — |
| 2 | Sconosciuto EL             | World's Parkour Family             | Parkour        | — | — | — |
| 3 | 1° (vince televoto) F      | Fatlum Musliji                     | Danza robotica | — | — | — |
| 4 | Sconosciuto EL             | Kurt Oberlaender & Brigitte Fröhli | Cantanti       | — | — | — |
| 5 | 2° (vince televoto) T3     | Phenomen                           | Cantanti       | — | — | — |
| 6 | 3° (vince voto giudici) EL | Julia Maria Sakar                  | Cantante       | — | — | — |
| 7 | Sconosciuto EL             | Markus Müller                      | Cantante       | — | — | — |
| 8 | Sconosciuto EL             | Luca Spitz                         | Karate         | — | — | — |

### Finale
La finale è andata in onda il 20 marzo 2011 ed ha visto vincere la cantante Maya Wirz.
| Ordine | Piazzamento        | Artista                      | Genere                     | Previsioni dei giudici | Previsioni dei giudici | Previsioni dei giudici |
| Ordine | Piazzamento        | Artista                      | Genere                     | DJ Bobo                | Christa                | Roman                  |
| ------ | ------------------ | ---------------------------- | -------------------------- | ---------------------- | ---------------------- | ---------------------- |
| 1      | Top 6 T6           | Fatlum Musliji               | Danza robotica             | —                      | —                      | —                      |
| 2      | Top 6 T6           | Phenomen                     | Cantanti                   | —                      | —                      | —                      |
| 3      | 3º classificati T3 | Jan Denli & Yannyna Alvarez  | Ballerini di Boogie-woogie | —                      | —                      | —                      |
| 4      | Ottavo EL          | Nicolas Fischer              | Salto della corda          | —                      | —                      | —                      |
| 5      | Top 6 T6           | Julia Maria Sakar            | Cantante                   | —                      | —                      | —                      |
| 6      | 2º classificata F  | Nina Burri                   | Contorsionista             | —                      | —                      | —                      |
| 7      | Vincitrice W       | Maya Wirz                    | Cantante                   | —                      | —                      | —                      |
| 8      | Noni EL            | Rauf Yasit & Oliver Malicdem | Danza                      | —                      | —                      | —                      |
| 9      | Settimo EL         | Joseph Stenz                 | Mangiafuoco                | —                      | —                      | —                      |